# Šachov (Povrly)
Šachov (německy Klein-Tschochau) je vesnice v Ústeckém kraji, asi deset kilometrů od Ústí nad Labem ve správním území obce Povrly. Nachází se v Českém středohoří, v údolí, kterým vede silnice z Českého Bukova do Prosetína. Vesnicí protéká potok v minulosti zvaný Kohlengrundbach.

## Historie
První písemná zmínka o Šachovu pochází z roku 1512, lze však předpokládat, že vesnice existovala již ve 12. století jako majetek kláštera benediktinek v Teplicích, založeného v padesátých letech 12. století. Šachov je patrně kolonizačního původu. Lze se domnívat, že na místě německé vesnice stála původně slovanská osada a že slovanské obyvatelstvo s německým do značné míry splynulo. Nejstarší domy jsou uspořádány do kruhového půdorysu, což je typickým rysem obcí slovanského původu. V době, kdy již značná část okolí byla německá, neodváděl Šachov (a některé další obce v okolí) desátky podle tzv. německého práva. Jméno vesnice bylo navíc pravděpodobně odvozeno od českého jména Šach, německé Klein-Tschochau tedy zřejmě vzniklo později. Přes výše uvedené byl Šachov většinu předcházejícího tisíciletí výlučně či téměř výlučně německý. Například v roce 1930, tedy v posledním sčítání lidu před obsazením pohraničí Německem, se k československé národnosti hlásil jediný občan.
Během třicetileté války museli obyvatelé Šachova a několika okolních vesnic na přelomu let 1622 a 1623 zásobovat pluk plukovníka Kehrause potravinami a dalšími potřebami. Vojáci pluku vesnici navštívili , aby zde vymáhali plnění; odvedli šest kusů hovězího dobytka a škody jimi na místě způsobené byly vyčísleny na 1 744 guldenů.
K původním pěti domům postupně přibývaly další, a tak berní rula z roku 1654 uvádí pro Šachov třináct usedlostí, z toho jednu neobývanou. V Šachově žilo pět sedláků, jeden chalupník, jeden zahradník a šest domkářů. Podle teplického urbáře z roku 1561 stálo v Šachově šest domů.
Počet obyvatelstva zjištěný v rámci sčítání lidu v letech 1850-1930 kolísal v rozpětí 93–115. Domů na Šachově v letech 1869–1930 stálo 18–21. Podle soupisu z roku 1860 měli šachovští deset včelstev.
V součinnosti s asi dvaceti obcemi v okolí byl Šachov elektrifikován ve druhé polovině dvacátých let dvacátého století. Roku 1929 vyhořel Panský mlýn – stejně jako několik okolních obcí byl tak Šachov postižen působením mladé pyromanky Rosy Wagnerové z Mojžíře.
Místní organizace SdP vznikla na Šachově roku 1935. V parlamentních volbách konaných téhož roku získala SdP v obci 64 % hlasů. Na podzim 1938 nedocházelo podle hlášení starosty k zvláštnímu neklidu, střetům či k rekvizicím.
O dění v době války a jejího konce se bohužel nedochovaly téměř žádné informace. Na nucené práce bylo podle dochované evidence na Šachov zavlečeno třináct totálně nasazených z Polska a Ruska. Dále bylo do obce nuceně přesídleno několik totálně nasazených z protektorátu Čechy a Morava, z nichž někteří zde po válce zůstali, mezi nimi Jan Zeman, který působil v pozici předsedy místního národního výboru.
V prosinci 1945 měl Šachov 124 obyvatel. Německé obyvatelstvo bylo z Šachova patrně odsunuto roku 1946. Odsunový seznam, dochovaný v okresním archivu, obsahuje jména přibližně šedesát osob (roku 1939 žilo v Šachově 95 osob). V obci zůstal jeden starousedlík, Václav Veinlich, který se roku 1930 při sčítání lidu přihlásil k československé národnosti.
Ve volbách roku 1946 získala KSČ v Šachově 26 hlasů z 27. V Šachově byla českými osídlenci zřízena knihovna. Zajímavostí je, že šachovské jednotné zemědělské družstvo bylo vůbec prvním založeným v celém okrese (vzniklo 15. dubna 1949). Roku 1956 bylo družstvo sloučeno s jednotným zemědělským družstvem v Českém Bukově. Stejně jako okolní vesnice zaznamenal Šachov po prvotním přílivu nových osídlenců prudký pokles počtu obyvatel – Šachov se postupně měnil na chalupářskou a chatařskou osadu, jíž zůstal dodnes. Kvůli nedostatku pracovních sil v zemědělství vydal příslušný orgán ONV roku 1960 brožurku, jejímž prostřednictvím sháněl nové osadníky – členy JZD. Téhož roku, kdy sloučením zaniklo JZD Šachov (1956), zanikl Šachov jako samostatná obec; roku 1963 se stal spolu s Českým Bukovem součástí obce Povrly. Dnes tvoří pouze základní sídelní jednotku v části obce Povrly.
Kravín ani vepřín, v nichž čeští osídlenci realizovali zemědělskou produkci, již nestojí. Za minulého režimu byla na Šachově plánována a započata stavba rekreačního areálu, k jejímu dokončení ovšem nedošlo. V roce 1970 bylo v Šachově evidováno 5 trvale obydlených domů a 16 stálých obyvatel. Vzhledem k tomu, že Šachov není samostatnou částí obce, není již počet obyvatel systematicky sledován.

## Obživa a živnosti
Hlavní zdroj obživy místních obyvatel představovalo zemědělství, konkrétně zejména chov dobytka a pěstování ovoce, exportovaného např. po labské cestě do Německa. Jak se dozvídáme z Heimatkunde des Bezirkes Aussig (1933), patřil Šachov k šesti obcím v okresu, v jejichž ekonomickém profilu dominovalo zemědělství nejvýrazněji. Příčinu můžeme hledat v poloze vesnice – o vesnicích, lokalizovaných v okolí Javorského vrchu na severovýchodě okresu, se na jiném místě publikace píše, že v době německého osídlení patřily k nejizolovanějším.
Roku 1941 se podle statistiky necelá polovina šachovských živila zemědělstvím, přibližně stejná část potom ve sféře průmyslu či řemesly. Mnoho dělníků nacházelo zaměstnání v měďárně v asi pět kilometrů vzdálených Povrlech. Roku 1877 byl v Šachově kolář, truhlář, mlynář, řezník a výčepník, roku 1934 potom tři mlynáři (jeden měl i pilu), provazník, pokrývač, kolář, truhlář, hostinský a lakýrník. K Šachovu příslušelo více mlýnů – budova jednoho z nich se podle současného administrativního vymezení nachází na území osady Poustka (obec Dobkovice). Tzv. Panský mlýn (Herrenmühle) byl dříve majetkem obce Český Bukov.

## Obyvatelstvo
Při sčítání lidu v roce 1921 zde žilo 93 obyvatel (z toho 46 mužů), z nichž bylo devadesát Němců a tři cizinci. Všichni se hlásili k římskokatolické církvi. Podle sčítání lidu z roku 1930 měla vesnice 97 obyvatel: jednoho Čechoslováka a 96 Němců. Kromě jednoho evangelíka byli římskými katolíky.

### Náboženství
Před odsunem Němců se ve sčítání lidu drtivá většina obyvatelstva kontinuálně hlásila k římskokatolické víře. Šachov tvořil součást farnosti Český Bukov. V Českém Bukově, přibližně jeden kilometr vzdáleném, stál do roku 1977 kostel Narození svatého Jana Křtitele. Ve třicátých letech šachovští z prostředků, které vybrali mezi sebou, vybudovali v obci kapli. Ta dlouhá léta chátrala, roku 2011 byla opravena.

## Spolky
O samostatných spolcích působících v Šachově, např. sboru dobrovolných hasičů, neexistují dochované informace. Např. z faktu, že mezi správci záležitostí spolku veteránů v Lipové jmenuje F. J. Umlauft obyvatele Šachova, lze usuzovat, že i jiní obyvatelé Šachova byli členy tohoto spolku.